# Puccinia orientalis
Puccinia orientalis ist eine Ständerpilzart aus der Ordnung der Rostpilze (Pucciniales). Der Pilz ist ein Endoparasit von   Brachiaria-Arten, Cyrtococcum patens, Ottochloa nodosa und eine Panicum-Art. Symptome des Befalls durch die Art sind Rostflecken und Pusteln auf den Blattoberflächen der Wirtspflanzen. Sie kommt in weiten Teilen der Orientalis vor.

## Merkmale

### Makroskopische Merkmale
Puccinia orientalis ist mit bloßem Auge nur anhand der auf der Oberfläche des Wirtes hervortretenden Sporenlager zu erkennen. Sie wachsen in Nestern, die als gelbliche bis braune Flecken und Pusteln auf den Blattoberflächen erscheinen.

### Mikroskopische Merkmale
Das Myzel von Puccinia orientalis wächst wie bei allen Puccinia-Arten interzellulär und bildet Saugfäden, die in das Speichergewebe des Wirtes wachsen. Aecien sind von der Art nicht bekannt. Die bräunlichen Uredien wachsen meist unterseitig auf den Blättern des Wirtes. Ihre gold- bis zimtbraunen Uredosporen sind ellipsoid bis langellipsoid, 33–44 × 15–19 µm groß und fein stachelwarzig. Die Telien der Art sind schwarzbraun, früh offenliegend und wachsen unterseitig. Die haselnussbraunen Teliosporen sind vertikal septiert, in der Regel lang keulenförmig und 24–26 × 28–33 µm groß; ihre Stiele sind hyalin und lang.

## Verbreitung
Das bekannte Verbreitungsgebiet von Puccinia orientalis reicht von Indien über die Philippinen bis nach Neuguinea.

## Ökologie
Die Wirtspflanzen von Puccinia orientalis sind verschiedene Brachiaria-Arten, Cyrtococcum patens, Ottochloa nodosa und eine unbestimmte Panicum-Art. Der Pilz ernährt sich von den im Speichergewebe der Pflanzen vorhandenen Nährstoffen, seine Sporenlager brechen später durch die Blattoberfläche und setzen Sporen frei. Die Art verfügt anscheinend über einen Entwicklungszyklus mit Telien und Uredien, der ohne Wirtswechsel auskommt; Spermogonien und Aecien fehlen offenbar.